# شیرین عسل
گروه صنایع غذایی شیرین عسل نام یک شرکت تولیدکننده مواد غذایی مستقر در شهر تبریز است. محصولات تولیدی این شرکت شامل بیسکویت، شکلات، کیک، ویفر، مارش مالو، آبنبات، تافی، آدامس، رب، پودر و کره کاکائو، پاستیل و… است. شرکت شیرین عسل توسط یونس ژائله سعد آباد در سال ۱۳۷۰ شروع به کار کرد و از سال ۱۳۹۵ با تولید لبنیات از جمله پنیر، انواع ماست، خامه، کره، روغن حیوانی، شیرهای پاکتی و تک نفره و انواع متنوع بستنی‌ها به روانه بازار گردید است.

## دانشگاه علمی و کاربردی شیرین عسل
این مرکز زیر نظر دانشگاه جامع علمی کاربردی واحد استان آذربایجان شرقی و وابسته به وزارت علوم و تحقیقات، به منظور آموزش کیفی و عملی دانشجویان رشته‌های محتلف با بهره‌برداری از امکانات و ظرفیتهای گسترده آموزشی و تحقیقاتی گروه صنایع غذایی شیرین عسل و مراکز و کارخانجات تولیدی وابسته، دارای آزمایشگاه‌ها و کارگاه‌های مجهز، سایت کامپیوتری با امکان اتصال به اینترنت، استفاده از وسایل کمک آموزشی و مدرن مانند برد هوشمند(smart board)، ویدئو پروژکتور، اسلاید و وسایل سمعی و بصری گوناگون می‌باشد.
این مرکز دارای امکانات رفاهی مناسب، سرویس ایاب و ذهاب، سالن غذاخوری، کتابخانه، نمازخانه، بوفه و … بوده و ساختمان جدید مرکز در حدود ۶۰۰۰ متر مربع در دست تکمیل می‌باشد.
در مرکز آموزش علمی کاربردی شیرین عسل ضمن آموزش نیروهای شاغل و پذیرش دانشجو از سراسر کشور و چندین دوره فراغت از تحصیل، در حال حاضر بیش از ۷۰۰ نفر دانشجو مشغول به تحصیل می‌باشند.
در این مرکز آموزشی، بازدیدهای علمی و اجرای دوره‌های کارآموزی در کارخانجات و صنایع مرتبط، برگزاری کارگاه‌های آموزشی تخصصی از یک سو و فعالیتهای فرهنگی و اجتماعی در حوزه‌های گوناگون از سوی دیگر زمینه‌های ارتقاء علمی و فرهنگی دانشجویان را فراهم و بستر ارتباط عملی صنعت و دانشگاه را در جهت رشد و توسعه همه‌جانبه فراهم نموده است.

## شرکت پخش سراسری ایران
تاریخچه بنیانگذاری شرکت پخش سراسری ایران به سالهای پایانی دهه ۱۳۴۰ بازمی‌گردد. در مقطع فوق و بدنبال سیاست ایجاد شبکه‌های پخش سراسری توسط گروه‌های بزرگ صنعتی کشور مانند بهشهر، تولید دارو، پارس قو و مینو اولین اقدامات در زمینه بکارگیری کادر فروش مستقیم، حذف واسطه‌های نا صالح از مسیر توزیع کالا، جلوگیری از کمبودهای تصنعی و تثبیت نسبی قیمتها صورت گرفت و اولین گروه از فروشندگان در سال ۱۳۴۷ در سازمان فروش در تهران شروع بکار نمودند.
شبکه مزبور در شروع دهه ۱۳۵۰ با ایجاد شعبه (که در آن مقطع به سرپرستی مشهور بود) در تبریز، اهواز، مشهد فعالیت‌های خود را گسترش داده و سپس در سالهای بعد شعبه‌های چالوس، کرمانشاه و آبادان فعالیتهای خود را آغاز نمودند. در سال ۱۳۵۶، با همکاری بانک توسعه صنعتی و معدنی ایران (بانک صنعت و معدن کنونی)، بانک توسعه کشاورزی (بانک کشاورزی کنونی)، بانک ایرانشهر (بانک تجارت کنونی) و گروهی از شرکتها و سرمایه داران بخش خصوصی، و با استفاده از خدمات تخصصی یک شرکت مشاور بین‌المللی INTERNATIONAL MANAGEMENT CONSULTANTS) PA) طرح توجیهی فنی و اقتصادی شرکت جدیدالتاسیسی به نام پخش سراسری ایران تهیه گردید، و نهایتا“ شرکت در دوازدهم بهمن ۱۳۵۶ به صورت یک شرکت مستقل تجاری و خدماتی فعالیتهای خود را با استفاده از امکانات پرسنلی و لجستیکی هسته اولیه آغاز نمود.

## سالمین
شرکت سالمین در تاریخ ۱۹/۱۱/۱۳۵۳ تحت شماره ۲۰۸۷۲ اداره ثبت شرکت‌ها و مالکیت صنعتی تهران ثبت و متعاقباً در مورخ ۱۲/۸/۱۳۵۴ موفق به اخذ پروانه تأسیس به شماره ۳۳۳۲۳۳ از وزارت صنایع و معادن گردید. این شرکت در تاریخ ۸/۴/۱۳۵۷ به ساوه منتقل و تحت شماره داخلی ۳۵۳ در دفاتر ثبت اسناد ساوه به ثبت رسید.
فعالیت اصلی شرکت طبق ماده ۳ اساسنامه عبارت از تولید مواد غذایی از هر قبیل مانند کنسروجات، مواد غذایی خام و پخته و منجمد، انواع بیسکویت و کیک اسفنجی، شیرینی و مربا و محصولات دامپروری و فرآورده‌های صنعتی و صادرات و واردات آنها و همه گونه عملیات و فعالیت‌های مرتبط با موضوع شرکت می‌باشد.